# Борид дивольфрама
Борид дивольфрама — неорганическое соединение вольфрама и бора с формулой W2B, серые кристаллы.

## Получение
- Реакция чистых веществ:

{\displaystyle {\mathsf {2W+B\ {\xrightarrow {1200-2000^{o}C}}\ W_{2}B}}}
- Алюмотермическое восстановление смеси оксида вольфрама(VI) и оксида бора:

{\displaystyle {\mathsf {WO_{3}+B_{2}O_{3}+4Al\ {\xrightarrow {T}}\ W_{2}B+2Al_{2}O_{3}}}}

## Физические свойства
Борид дивольфрама образует серые кристаллы тетрагональной сингонии, структура типа диалюминиймеди CuAl2.

## Химические свойства
- Восстанавливается до борида вольфрама при нагревании с углём:

{\displaystyle {\mathsf {W_{2}B+C\ {\xrightarrow {1900^{o}C}}\ WB+WC}}}